# Dwór w Jastrzębiej
Dwór w Jastrzębiej – zabytkowy dwór w miejscowości Jastrzębia – wsi w Polsce, w województwie dolnośląskim, w powiecie górowskim, w gminie Góra.

## Opis
Piętrowy dwór wybudowany w 1700 jest częścią zespołu dworskiego, w skład którego wchodzą jeszcze: folwark, ogród, znajdujący się od zachodu. Obecnie teren ten jest zakrzaczony i zadrzewiony. Obiekt zwieńczony dachem czterospadowym z wolim okiem i lukarnami, świetlikami został wybudowany na planie prostokąta, posiada podpiwniczenie. Elewację dworu zdobi szeroki fryz podokapowy zawierający motyw liści akantu oraz wejście z ozdobnym obramowaniem  z podwójnymi pilastrami, nad drzwiami w półokrągłym naczółku kartusz herbowy.